# Agenda 2063

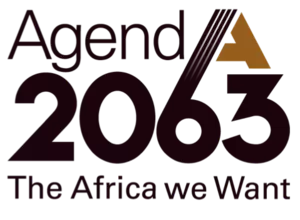
Logo der Agenda 2063

Die Agenda 2063 ist ein strategisches Konzept zur sozio-ökonomischen Transformation des Afrikanischen Kontinents bis zum Jahr 2063. Im Gegensatz zu vielen Entwicklungsplänen für Afrika, stammt der Ansatz von der Afrikanischen Union.
Die Agenda wurde auf der 21. Versammlung der Union, am 26. Mai 2013, 50 Jahre nach der Gründung der Organisation für Afrikanische Einheit, als Plan für die nächsten 50 Jahre vorgeschlagen und am 31. Januar 2015 auf der 24. Versammlung der Union in Addis Abeba verabschiedet.
Die erklärten Ziele der Agenda sind der Aufbau einer funktionierenden panafrikanischen Wirtschaft zur Beseitigung von Armut, die politische Integration (durch Gründung eines föderalen oder konföderalen Vereinigten Afrikas), dessen Demokratisierung, die politische Unabhängigkeit gegenüber Staaten außerhalb Afrikas, die Stärkung von Sicherheit und Frieden, sowie der kulturellen Identität und die Gleichstellung der Geschlechter. 
Darin integriert sind unter anderem der Lagos Plan of Action, der Abuja-Vertrag, das Minimum Integration Programme, das Programme for Infrastructural Development in Africa (PIDA), das Comprehensive Africa Agricultural Development Programme (CAADP) und das New Partnership for Africa’s Development (NEPAD).

## Ziele/Initiativen der Agenda
Die Agenda umfasst 15 sogenannte Vorzeigeprojekte, die durch den Best-Practice-Ansatz umgesetzt werden sollen.
- Ein Hochgeschwindigkeitszugnetz, das alle afrikanischen Hauptstädte und Handelszentren verbindet
- Die Formulierung einer Strategie zur Transformation der afrikanischen Wirtschaft von einem Rohstofflieferanten zu einem, der seine eigenen Ressourcen aktiv nutzt
- Die Errichtung der afrikanischen Freihandelszone (ACFTA)
- Die Einführung des Reisepasses der Afrikanischen Union und die Aufhebung der Visumpflicht für seine Inhaber innerhalb Afrikas
- Beendigung aller Kriege und anderer gewalttätiger Konflikte in Afrika bis zum Jahr 2020
- Der Bau eines dritten Inga-Staudamms
- Die Schaffung des afrikanischen Luftverkehrsbinnenmarktes (SAATM)
- Die Einrichtung eines afrikanischen Wirtschaftsforums
- Einrichtung einer Reihe von Finanzinstituten, darunter eine afrikanische Investmentbank (AIB), eine panafrikanische Börse, einen afrikanischen Währungsfonds und eine afrikanische Zentralbank
- Ein panafrikanisches Digitalnetz
- Den Aufbau einer afrikanischen Weltraumorganisation
- Die Gründung einer afrikanischen, digitalen Fernuniversität (Pan African Virtual and E-University (PAVEU))
- Zusammenarbeit im Bereich Cybersicherheit
- Die Gründung des Great African Museum, das das afrikanische Kulturerbe bewahrt und den Panafrikanismus fördert
- Die Zusammenstellung einer Enzyklopädie über Afrika (Encyclopaedia Africana) zur Bewahrung und Vermittlung der Geschichte Afrikas.

### Umsetzung
Die African Continental Free Trade Area wurde durch das gleichnamige Abkommen im März 2018 angenommenes Abkommen eingerichtet und ist seit dem 1. Januar 2021 in Betrieb.
Die Panafrikanische Virtuelle und E-Universität (PAVEU) wurde als digitaler Zweig der Panafrikanischen Universität gegründet und bietet zunächst drei Kurse an.
Viele der Projekte werden durch mangelnde Finanzierung bisher zurückgehalten, wie das Hochgeschwindigkeitszugnetz, die Raumfahrtbehörde und der Inga-Damm.
Der erste Bericht über die Umsetzung der Agenda 2063 wurde am 10. Februar 2020 vom Präsidenten der Elfenbeinküste, Alassane Ouattara, vorgelegt.